# Горст Дітер Гюбш
Горст Дітер Гюбш (нім. Horst Dieter Hübsch; 31 грудня 1921 — ?) — німецький офіцер-підводник, оберлейтенант-цур-зее крігсмаріне.

## Біографія
1 грудня 1939 року вступив на флот. З травня 1942 року — 2-й, з червня 1943 року — 1-й вахтовий офіцер на підводному човні U-262. В січні-березні 1944 року пройшов курс командира човна. З 13 березня по 26 листопада 1944 року — командир U-145, з 27 листопада 1944 по 16 квітня 1945 року — U-78.

## Звання
- Кандидат в офіцери (1 грудня 1939)
- Морський кадет (1 травня 1940)
- Фенріх-цур-зее (1 листопада 1940)
- Оберфенріх-цур-зее (1 листопада 1941)
- Лейтенант-цур-зее (1 травня 1942)
- Оберлейтенант-цур-зее (1 грудня 1943)